# Jaworzyna (Obidowska)
Jaworzyna, Jaworzyna Obidowska – polana na zachodnich, opadających do doliny Lepietnicy zboczach Turbacza w Gorcach. Nazwa polany wskazuje, że dawniej rosły tutaj jawory, obecnie jednak zbocza Turbacza porastają głównie lasy świerkowe.
Jaworzyna położona jest na wysokości około 1120–1220 na terenie prywatnym, poza granicami Gorczańskiego Parku Narodowego. Kiedyś była wykorzystywana gospodarczo, obecnie jest tylko koszona. Z polany ograniczone widoki na dolinę Lepietnicy i wznoszące się nad nią grzbiety ze szczytami Rozdziele, Solnisko, Bukowina Miejska i Bukowina Obidowska.
Mimo bliskości schroniska PTTK na Turbaczu polana znana jest niewielu tylko turystom. W 1943 r. ukrywali się na niej na niej partyzanci. Na polanie znajduje się stylowy drewniany domek oraz harcerska chata „Bene” należąca do Szczepu Szarej Siódemki. Przez polanę nie prowadzi żaden szlak turystyczny. Poniżej znajduje się druga polana – Jaworzynka.
Polana należy do wsi Obidowa w województwie małopolskim, w powiecie nowotarskim, w gminie Nowy Targ.

## Przypisy

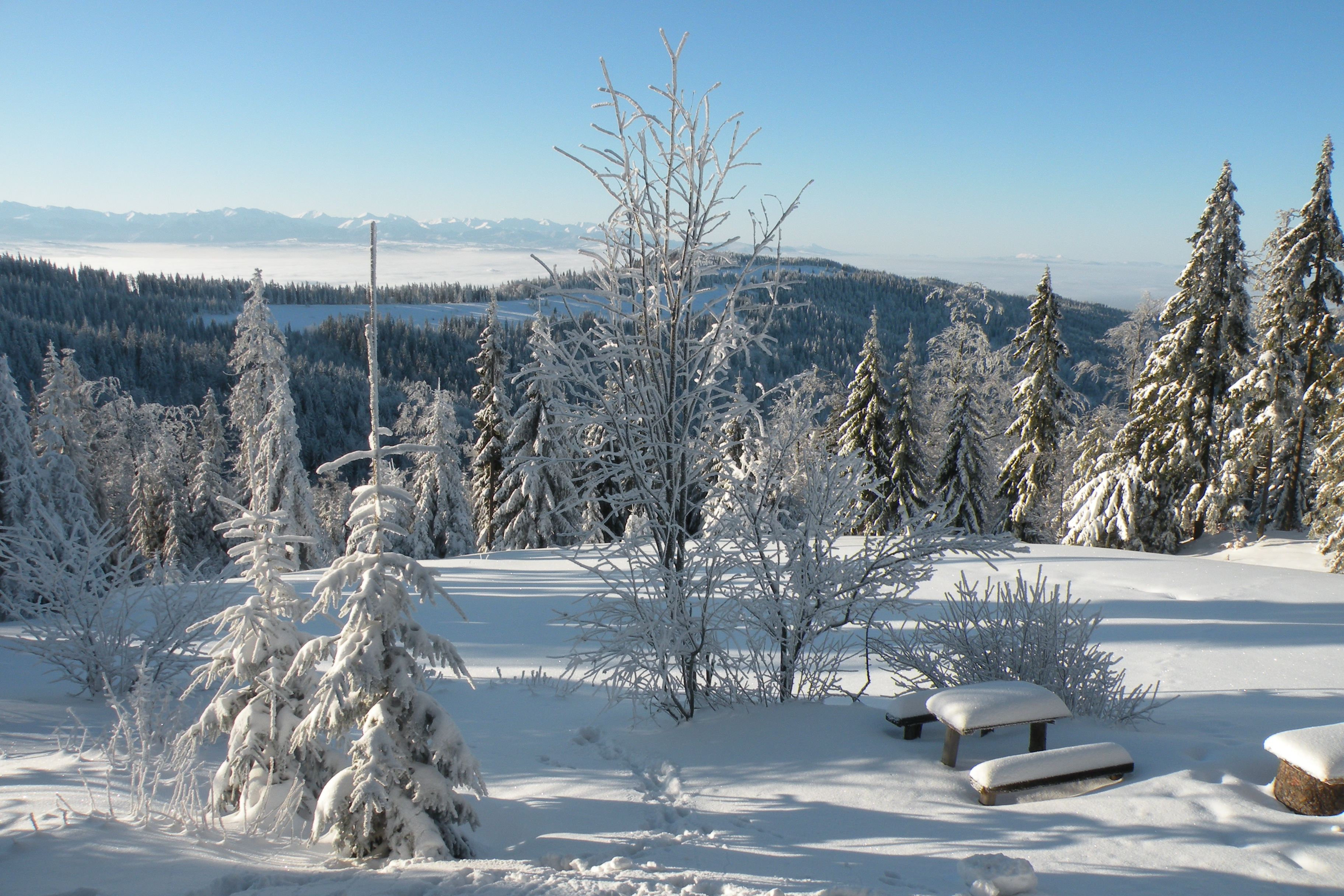